# Leandro Leguizamón
Leandro Luján Leguizamón (Buenos Aires, 4 dicembre 1988) è un calciatore argentino, attaccante svincolato.

## Caratteristiche tecniche
È una punta centrale che può giocare anche da ala.